# عيسى مصطفى (سياسي)
عيسى مصطفى (بالألبانية: Isa Mustafa‏)، من مواليد 15 مايو 1951 في بريشتينا، هو سياسي كوسوفي، ورئيس وزراء كوسوفو السابق (2014-2017)، رئيس الرابطة الديمقراطية لكوسوفو (LDK) منذ 7 نوفمبر 2010، كان عمدة بريشتينا بين عامي 2007، و2013.

## سيرته

### التدريب والحياة المهنية
تخرج من جامعة بريشتينا من شعبة العلوم الاقتصادية، حيث كان يحمل أيضا شهادة الدكتوراه في نفس المجال. وبين عامي 1974 و1988 درَّس في نفس الجامعة.

### مناصبه السياسية
شارك عيسى مصطفى في السياسة قبل سقوط الشيوعية، في عام 1991 انضم إلى حكومة كوسوفو في المنفى برئاسة بوجار بوكوشي وإبراهيم روجوفا وكان حينها وزيرا للاقتصاد والمالية. غادر هذا المنصب بعد حرب كوسوفو في عام 1999.
عاد إلى السياسة في عام 2006 عندما تم تعيينه مستشارا اقتصاديا للرئيس فاتمير سيديو. في 14 ديسمبر 2007، أصبح عيسى مصطفى عمدة بريشتينا، وهو المنصب الذي حافظ عليه بعد الانتخابات المحلية عام 2009.
في اجتماع الرابطة الديمقراطية لكوسوفو، تحدى سيديو لرئاسة الحزب وأعلن فوزه بتأييد 235 صوتا مقابل 124. وفي الانتخابات المحلية في عام 2013، تعرض للخسارة أمام منافسه من قبل شبند أحمدي، مرشح حزب تقرير المصير (VV) وتخلى عن منصبه في 26 ديسمبر.
في 8 ديسمبر 2014، تم تعيينه رئيسا للوزراء من قبل الرئيسة عاطفة يحيى آغا. وبدأ تولي منصبه في 9 ديسمبر.

### حياته الخاصة
متزوج وأب لطفلين وبنت، وهو مسلم.

## روابط خارجية
- عيسى مصطفى على موقع مونزينجر (الألمانية)